# Thalassia
Thalassia war die Gemahlin des Königs der Charakene Hyspaosines. Sie ist aus Keilschrifttexten (in den astronomischen Tagebüchern aus Babylon) und einer griechischen Bauinschrift, die sich auf Bahrain fand, bekannt. Der Name Thalassia ist ein selten belegter griechischer Frauenname. Aus den Keilschrifttexten, in denen sie Talasi'asu genannt wird, erfährt man, dass sie versuchte nach dem Tod ihres Gatten am 11. Juni 124 v. Chr. ihren Sohn auf den Thron der Charakene zu setzen. Der Name ihres Sohnes ist nicht erhalten, vielleicht war es aber Apodakos, der als Nachfolger bezeugt ist. Die Bauinschrift von Bahrein nennt sie zusammen mit Hyspaosines und bestätigt den Keilschrifttext. Hier ist ihr Name in griechischer Form belegt.